# たち吉
株式会社 たち吉（ - たちきち）は、日本の京都市下京区に本社を置く日本企業。陶磁器の販売会社である。

## 概要
創業は宝暦2年（1752年、江戸時代前期）とされる。京焼だけでなく全国各地の陶磁器を仕入・販売しており、2021年現在、全国の百貨店などに30の店舗がある。このような一般消費者向けの販売の他に、企業向けにノベルティ・販促品や業務用食器の企画・販売なども行なっている。
また、かつては京都市の繁華街である四条通に面した位置に本店を構え、ギャラリーや陶芸教室を併設するなど文化活動も手掛けていたが、2011年7月には本店を閉店した。陶磁器製品の売上高が200億円を超えていた国内でも数少ない会社の一つであり、特に和食器の業界では突出した規模の存在である。
しかし、1999年3月期以降は長期借入金が増加し、1999年と2001年に早期退職者の募集を実施。同時期には金融機関から事業計画の策定を求められた。2011年に金融機関からコンサルティング会社を紹介されたが、2012年に陶磁器から鉛が検出された他、下請法違反で公正取引委員会から是正勧告を受けた。2013年3月期には本社ビルを売却したため黒字に転換したが、2014年3月期は再度赤字に転落した。
このためたち吉は2015年4月、投資ファンドであるニューホライズンキャピタルが設立した同名の新会社に全事業を譲渡し、本店を路面店に戻すことを含む再建策が発表された。旧社の岡田高幸社長は事業譲渡当日、従業員に対して「残念ながら、新会社に移籍できるのは従業員の7割ほどです」「部長以上の幹部層の方々は移籍できません。また、人事評価が悪かった方も移籍できません」などと説明していたという。これをもって263年間続いた同族経営に終止符が打たれた。
旧社は新社への譲渡と同時に株式会社四条富小路へ商号変更され、2015年5月19日に解散を決議。四条富小路は同年7月15日に京都地方裁判所へ特別清算を申請し、後に特別清算開始決定を受けた。四条富小路の負債は約28億円。四条富小路は2017年1月13日に法人格が消滅した。

## 沿革

### 旧：たち吉→四条富小路
- 宝暦2年（1752年、江戸時代前期） - 橘屋吉兵衛（たちばなや きちべえ）の屋号で京都四条に店を構えて創業。
- 明治中期 - 屋号を「橘屋吉兵衛」から「たち吉」へ改称。
- 1949年（昭和24年） - 株式会社に組織変更。
- 1957年（昭和32年） - 東京・銀座にて、東京店の開店／現在は閉店している。
- 昭和30年代には、上質な和食器を売る店（陶器小売り大手）として人気となり、定期的に購入する会員が全国に30万人もいた。
- 1969年（昭和44年） - 京都山科にて、物流センターの開業。
- 1971年（昭和46年） - 福岡営業所の開所。
- 1973年（昭和48年） - 名古屋市にて、名古屋営業所の開所。
- 1976年（昭和51年） - イタリアに出店。その後、海外には計16店舗を出店する。
- 1980年（昭和55年） - 新東京物流センターの開業。
- 1982年（昭和57年） - 約271億円の売上高を計上。
- 1991年（平成3年）
  - 月日不明 - 京都物流東センターの開業。
  - 3月 - バブル崩壊。これ以降、高級な器が売れなくなる。そこに廉価な中国製品の市場流入や、百貨店の陶磁器売り場の縮小で、収益は悪化の一途を辿る。廉価品に対抗して低価格路線へと転換する。すると永年のたち吉ファンの心が離れ、次第に経営が悪化していった。ついに債務超過に陥る。
- 2003年（平成15年） - 岐阜県多治見市にて、商品センターの開業。
- 2012年（平成24年）3月2日 - 公正取引委員会から下請法違反で勧告を受ける。
- 2014年（平成26年）3月期 - 売上高は約46億円。
- 2015年（平成27年）
  - 2月20日 - ニューホライズンキャピタルによる支援が決まる。
  - 4月1日 - ニューホライズンキャピタルが設立した株式会社たち吉（新社）へ事業を譲渡して事業停止。同時に旧社の商号を株式会社四条富小路へ変更。
  - 7月15日 - 四条富小路が京都地方裁判所へ特別清算を申請。
- 2017年（平成29年）1月13日 - 四条富小路の法人格消滅。

### 新：たち吉
- 2015年（平成27年）4月1日 - ニューホライズンキャピタルが株式会社たち吉（旧社）の事業を譲受する新会社として、株式会社たち吉（新社）を設立。同時に旧社から事業を譲受。
- 2016年（平成28年）8月1日 - 株式会社たち吉ホールディングスを吸収合併。
- 2019年（平成31年）3月1日 - 株式会社萬皿屋を吸収合併。

## 不祥事
下請会社に支払うべき代金の価格を不当に減額するなどしたとして、公正取引委員会から、2012年3月2日に下請法違反で勧告を受けた。
2021年3月31日から2021年4月26日までの期間、「たち吉オンラインショップ」でクレジットカード決済を利用した677名のクレジットカード情報が漏洩した可能性があることが判明した。